# El Estor
El Estor är en kommunhuvudort i Guatemala.   Den ligger i departementet Departamento de Izabal, i den centrala delen av landet, 160 km nordost om huvudstaden Guatemala City. El Estor ligger 92 meter över havet och antalet invånare är 15 842. Den ligger vid sjön Lago de Izabal.
Terrängen runt El Estor är kuperad åt nordväst, men åt sydost är den platt. Runt El Estor är det ganska glesbefolkat, med 22 invånare per kvadratkilometer. Det finns inga andra samhällen i närheten. 